# Eumorphia corymbosa
Eumorphia corymbosa là một loài thực vật có hoa trong họ Cúc. Loài này được E.Phillips mô tả khoa học đầu tiên năm 1950.